# أوبن إيديكس
أوبن إيديكس بالإنجليزية Open edX هو برنامج النظام الأساسي مفتوح المصدر الذي طورته مؤسسة إيديكس. في 1 يونيو 2013، قامت إيديكس بفتح المصدر للنظام الأساسي الذي أنشأته حتى الآن، وأطلق عليها اسم Open edX لتمييزها عن المؤسسة نفسها. يمكن العثور على شفرة المصدر على جيثب.  تم تطوير المنصة في الأصل بواسطة «بيوتر ميتروس»، كمشروع بحثي في معهد ماساتشوستس للتكنولوجيا، مع نقل الصيانة إلى إيديكس في عام 2012.
عندما تم الاستحواذ على إيديكس في عام 2021 بواسطة 2U ،  تم نقل فريق أوبن إيديكس والصيانة إلى مركز إعادة تصور التعلم (CRIL)، وهي مؤسسة غير ربحية أسستها هارفارد ومعهد ماساتشوستس للتكنولوجيا مع عائدات الاستحواذ.

## الاستخدامات
تم تصميم أوبن إيديكس لمشروع إيديكس، والذي لا يزال أكبر تثبيت عالمي اعتبارًا من عام 2022، مع أكثر من 3000 دورة تدريبية و 500000 مستخدم منتظم.

## برمجة
تم إصدار المنصة مرة أو مرتين منذ عام 2013. يُطلق على كل إصدار اسم شجرة تكريماً لشجرة المعرفة.
يعتمد برنامج أوبن إيديكس من جانب الخادم على بايثون، مع جانغو كإطار عمل لتطبيق الويب.

## مجتمع
تم تصميم المنصة وتطويرها من قبل مجتمعها منذ وقت مبكر من تاريخ المشروع. يحتفظ المجتمع بالعديد من مجموعات العمل التي تركز على التسويق، وبناء دورات الإصدار، والترجمة، وتصميم البيانات، وتصميم الواجهة الأمامية.
يستضيف المجتمع مؤتمر أوبن إيديكس السنوي المفتوح، والذي يدور حول العالم كل عام. في عام 2022 تم عقده في البرتغال.